# Bressolles (Ain)
Pour les articles homonymes, voir Bressolles.
Bressolles est une commune française, située dans le département de l'Ain en région Auvergne-Rhône-Alpes.
Ses habitants s'appellent les Bressollands et les Bressollandes.

## Géographie
Bressolles est entièrement groupée sur la bordure de la Côtière.

### Climat
Pour des articles plus généraux, voir Climat d'Auvergne-Rhône-Alpes et Climat de l'Ain.
En 2010, le climat de la commune est de type climat océanique altéré, selon une étude du CNRS s'appuyant sur une série de données couvrant la période 1971-2000. En 2020, Météo-France publie une typologie des climats de la France métropolitaine dans laquelle la commune est dans une zone de transition entre le climat semi-continental et le climat de montagne et est dans la région climatique Bourgogne, vallée de la Saône, caractérisée par un bon ensoleillement (1 900 h/an), un été chaud (18,5 °C), un air sec au printemps et en été et des vents faibles.
Pour la période 1971-2000, la température annuelle moyenne est de 11,6 °C, avec une amplitude thermique annuelle de 17,9 °C. Le cumul annuel moyen de précipitations est de 971 mm, avec 10,9 jours de précipitations en janvier et 7,4 jours en juillet. Pour la période 1991-2020, la température moyenne annuelle observée sur la station météorologique de Météo-France la plus proche, « Lyon-Saint-Exupery », sur la commune de Colombier-Saugnieu à 17 km à vol d'oiseau, est de 12,8 °C et le cumul annuel moyen de précipitations est de 862,5 mm,. Pour l'avenir, les paramètres climatiques de la commune estimés pour 2050 selon différents scénarios d'émission de gaz à effet de serre sont consultables sur un site dédié publié par Météo-France en novembre 2022.

## Urbanisme

### Typologie
Au 1er janvier 2024, Bressolles est catégorisée ceinture urbaine, selon la nouvelle grille communale de densité à 7 niveaux définie par l'Insee en 2022.
Elle est située hors unité urbaine. Par ailleurs la commune fait partie de l'aire d'attraction de Lyon, dont elle est une commune de la couronne,. Cette aire, qui regroupe 397 communes, est catégorisée dans les aires de 700 000 habitants ou plus (hors Paris),.

### Occupation des sols
L'occupation des sols de la commune, telle qu'elle ressort de la base de données européenne d’occupation biophysique des sols Corine Land Cover (CLC), est marquée par l'importance des territoires agricoles (63,6 % en 2018), en diminution par rapport à 1990 (67,3 %). La répartition détaillée en 2018 est la suivante : 
terres arables (41,5 %), forêts (26,6 %), zones agricoles hétérogènes (22,1 %), zones urbanisées (9,8 %).
L'évolution de l’occupation des sols de la commune et de ses infrastructures peut être observée sur les différentes représentations cartographiques du territoire : la carte de Cassini (XVIIIe siècle), la carte d'état-major (1820-1866) et les cartes ou photos aériennes de l'IGN pour la période actuelle (1950 à aujourd'hui).

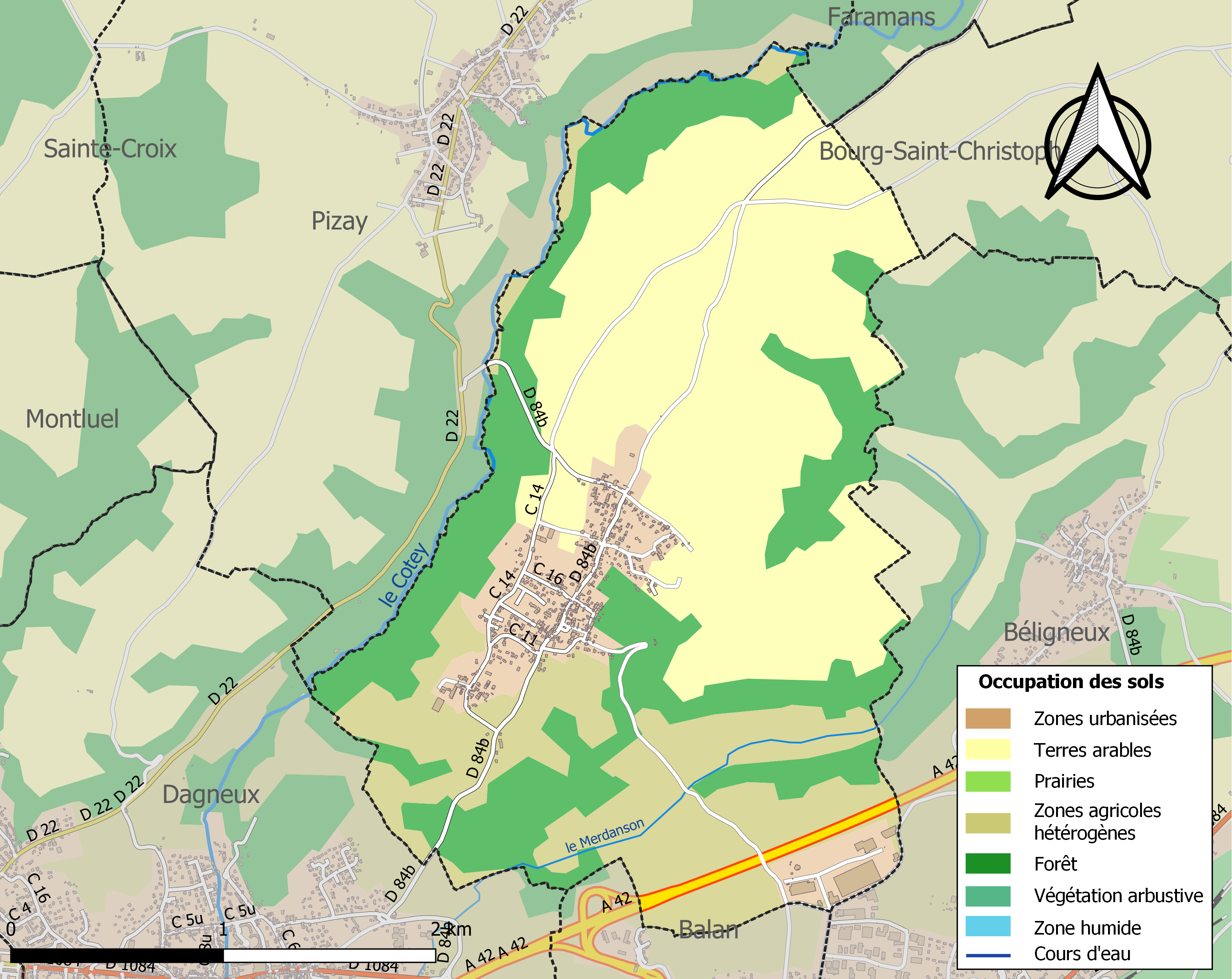
Carte des infrastructures et de l'occupation des sols de la commune en 2018 (CLC).

## Toponymie
Le nom de la localité est attesté sous les formes in Bressola en 971, Breissola vers 1176, Breyssola en 1221.
Il semblerait que ce toponyme dérive de l'oïl Brocelle définissant un « bois taillis »; peut-être une végétation particulière appuyait cette hypothèse.

## Histoire
Paroisse (Villa de Breissolla, Breissola, Brusola, Breyssolla, Breyssola, Bressola, Bressolle) sous le vocable de saint Marcellin. L'abbé de l'Ile-Barbe nommait à la cure.
Bressolles fut confirmé à l'Ile-Barbe en 971, par le roi Conrad III de Bourgogne, et, en 1183, par le pape Lucius III.
En 1220, Rainard et Albert de la Fontaine reconnurent qu'ils n'avaient aucun droit sur la garde du village dont Guichard de Rigneux, damoiseau, prit un tiers en fief de l'abbé de l’Ile Barbe, en 1230.
La dîme de Bressolles dépendait très anciennement de la manse abbatiale. En 1309, elle fut unie à l'aumônerie. Cette union fut confirmée en 1325.
Les Templiers de Lyon possédaient dans cette paroisse des fonds qui leur avaient été donnés, en 1274, par Barthélémy de Pomiers. Le chapitre de Saint-Paul y possédait aussi des droits acquis en 1237 et en 1296.
Le revenu de la cure consistait dans la moitié des dîmes de la paroisse et dans le produit d'une vigne et d'une terre.
En tant que fief, Bressolles était de la mouvance des seigneurs de Montluel qui en firent hommage en 1317 aux dauphins du Viennois. Le traité de 1355 fit passer Bressolles, avec toute la seigneurie de Valbonne, dans le  domaine des comtes de Savoie. Bressolles était une paroisse du diocèse de Lyon, archiprêtre de Chalamont et mandement de Montluel.
Jusqu'aux années 1970, l'activité économique de la commune était entièrement tournée vers l'agriculture. L'évolution des techniques agricoles, le phylloxéra décimant la vigne et les crises économiques ont complètement modifié les structures du village.

## Politique et administration
| Période                                  | Période  | Identité         | Étiquette | Qualité                                    |
| ---------------------------------------- | -------- | ---------------- | --------- | ------------------------------------------ |
| 1983                                     | 2008     | Alain Avrillon   |           |                                            |
| 2008                                     | 2014     | André Burlet     |           |                                            |
| 2014                                     | 2020     | Fabrice Beauvois | SE        | Cadre de la Fonction Publique Territoriale |
| 2020                                     | En cours | Andrée Raccurt   | SE        | Retraitée de la Fonction Publique          |
| Les données manquantes sont à compléter. |          |                  |           |                                            |

## Population et société

### Démographie
L'évolution du nombre d'habitants est connue à travers les recensements de la population effectués dans la commune depuis 1793. Pour les communes de moins de 10 000 habitants, une enquête de recensement portant sur toute la population est réalisée tous les cinq ans, les populations de référence des années intermédiaires étant quant à elles estimées par interpolation ou extrapolation. Pour la commune, le premier recensement exhaustif entrant dans le cadre du nouveau dispositif a été réalisé en 2008.
En 2022, la commune comptait 1 003 habitants, en évolution de +12,57 % par rapport à 2016 (Ain : +5,15 %, France hors Mayotte : +2,11 %).
| 1793 | 1800 | 1806 | 1821 | 1831 | 1836 | 1841 | 1846 | 1851 |
| ---- | ---- | ---- | ---- | ---- | ---- | ---- | ---- | ---- |
| 412  | 380  | 458  | 486  | 520  | 521  | 559  | 578  | 587  |

| 1856 | 1861 | 1866 | 1872 | 1876 | 1881 | 1886 | 1891 | 1896 |
| ---- | ---- | ---- | ---- | ---- | ---- | ---- | ---- | ---- |
| 572  | 557  | 570  | 537  | 523  | 501  | 464  | 435  | 399  |

| 1901 | 1906 | 1911 | 1921 | 1926 | 1931 | 1936 | 1946 | 1954 |
| ---- | ---- | ---- | ---- | ---- | ---- | ---- | ---- | ---- |
| 404  | 394  | 364  | 348  | 340  | 309  | 320  | 299  | 277  |

| 1962 | 1968 | 1975 | 1982 | 1990 | 1999 | 2006 | 2008 | 2013 |
| ---- | ---- | ---- | ---- | ---- | ---- | ---- | ---- | ---- |
| 226  | 252  | 270  | 446  | 480  | 590  | 689  | 717  | 812  |

| 2018 | 2022  | - | - | - | - | - | - | - |
| ---- | ----- | - | - | - | - | - | - | - |
| 931  | 1 003 | - | - | - | - | - | - | - |

### Jumelages
La commune a développé, avec les communes environnantes et notamment Montluel, une association de jumelage avec  Ostfildern (Allemagne) depuis 1978. Ostfildern est située dans le land de Bade-Wurtemberg.
| Ostfildern Montluel |

## Culture et patrimoine

### Lieux et monuments
- église dédiée à saint Marcellin.

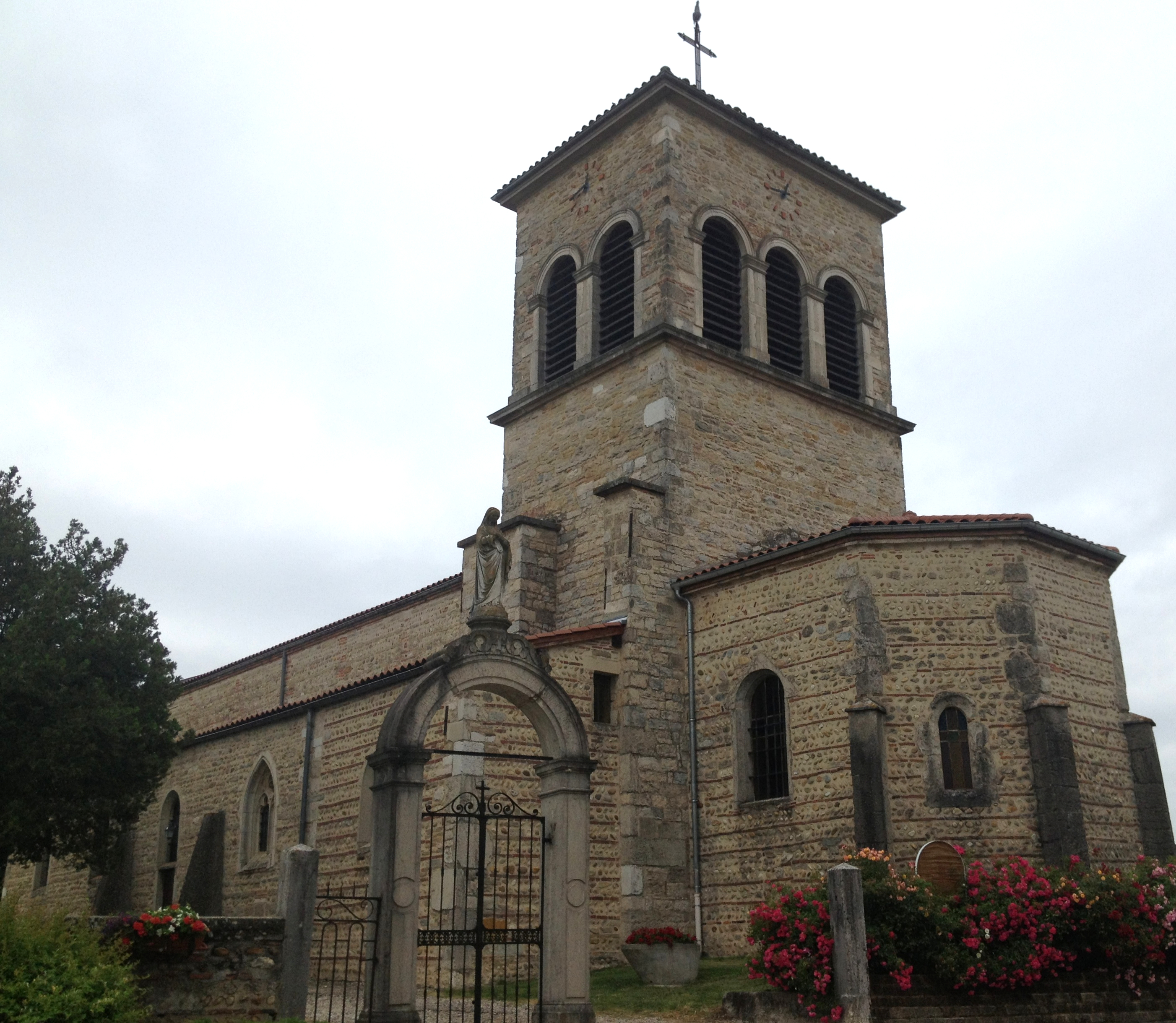
L'église Saint-Marcellin de Bressolles.
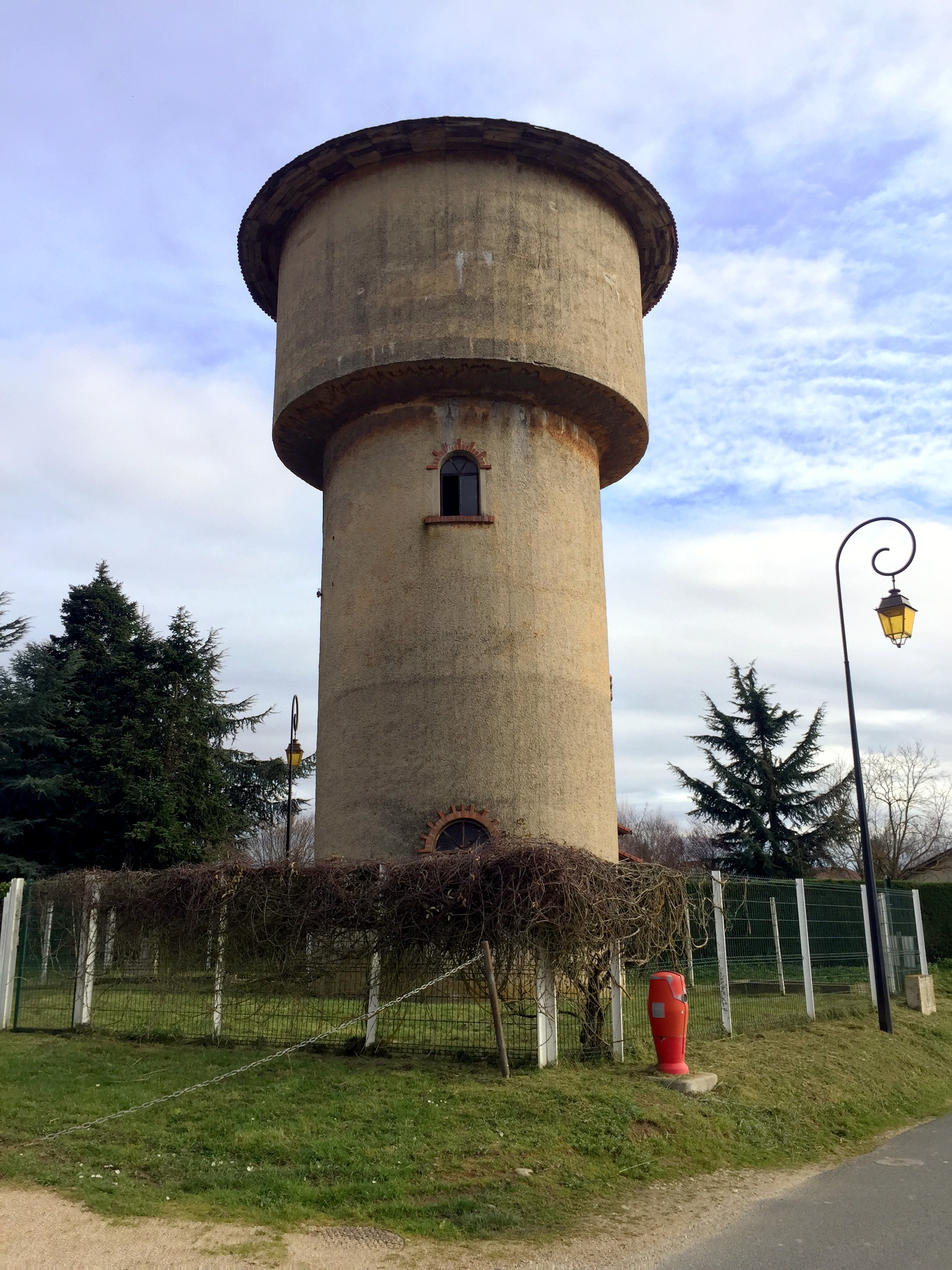
Le château d'eau.
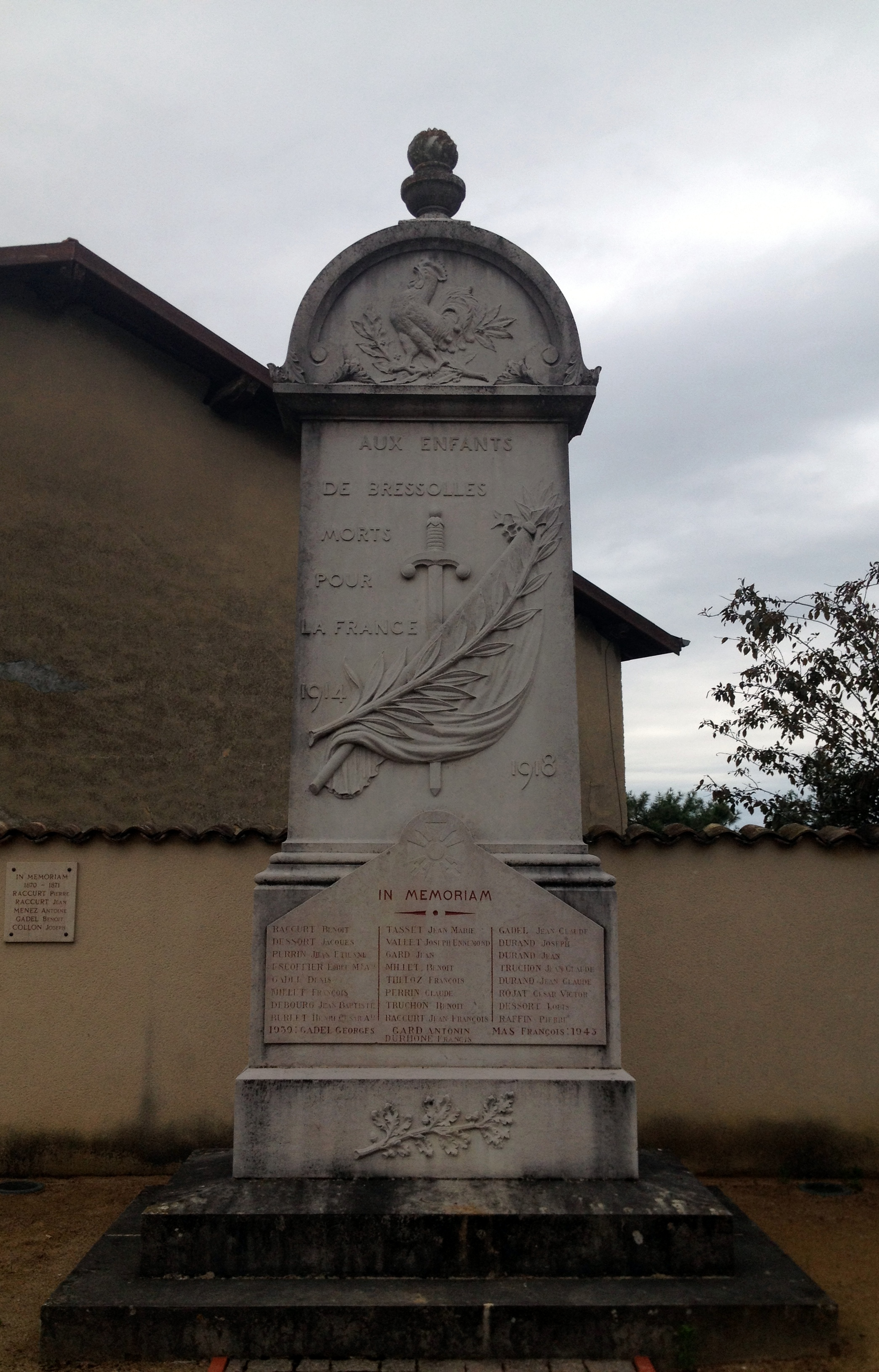
Monument aux morts de Bressolles.

#### Les fours
Sept fours à pain banaux ont été réhabilités et composent les étapes d'un circuit pédestre,. Certains d'entre eux sont utilisés lors de la fête du village en septembre. Par ailleurs deux autres existaient et ont disparu : le four de Crétin (situé près de l'église) détruit en 1963 et le four des Durands.
Le four des Bonnets a été (re)construit en 1886, a été restauré une première fois en 1977 par le comité des fêtes et une seconde fois en 1997. Sur le four de Paillot est inscrite la date de 1895, qui est probablement la date de la réfection de sa cheminée ; il a été réutilisé à partir de 1980. Le four du Verfay a été remis en activité en 1990. Le four de la Grande Rue est possiblement le plus ancien (antérieur à la Révolution française) : il n'est plus actif. Le four de France est régulièrement actif. Le four du Bichon a été rallumé dès 1978 à l'occasion d'une fête relative au jumelage avec Ostfildern. Enfin, le four de la Léchère est régulièrement utilisé.

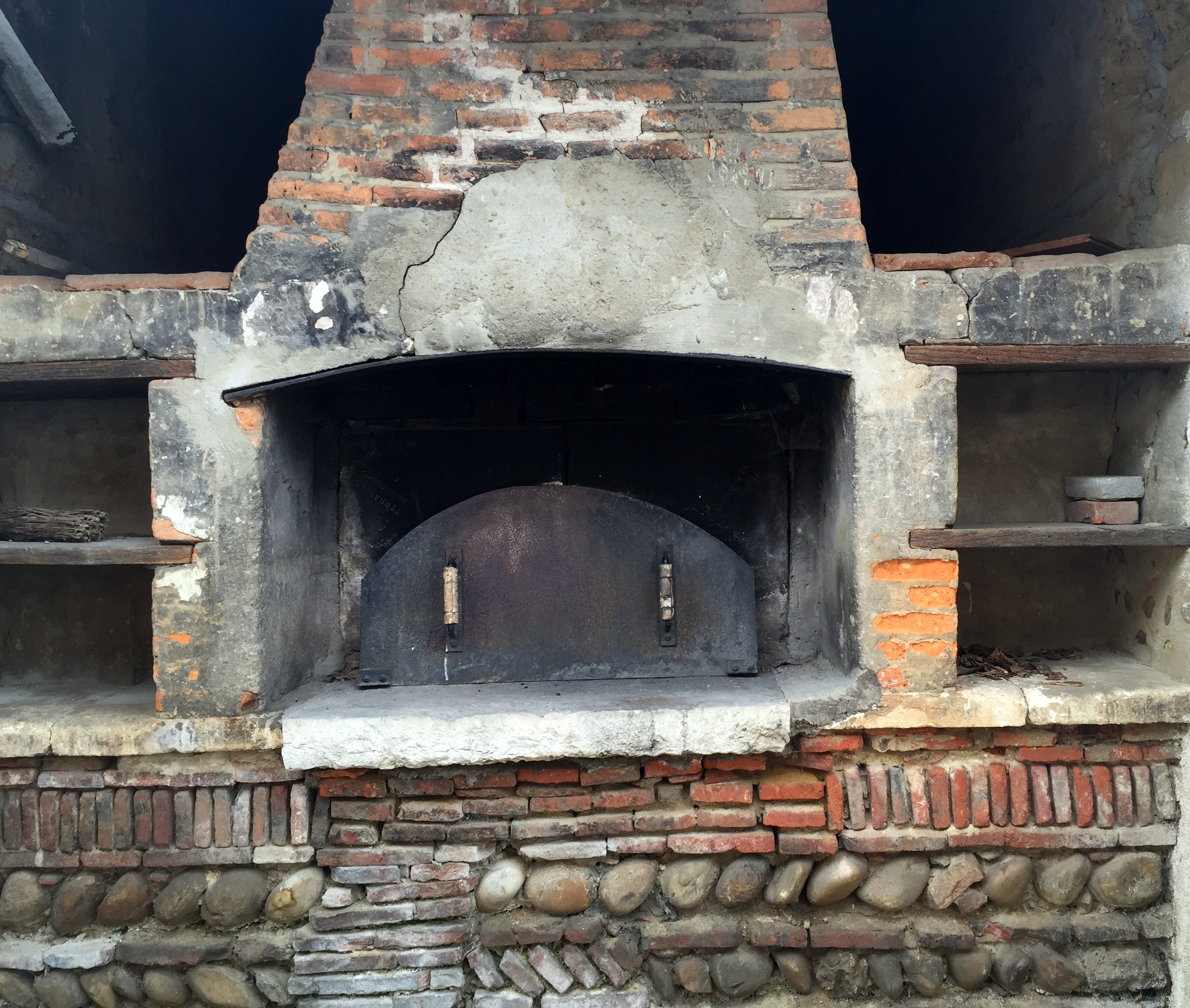
Four du Paillot.
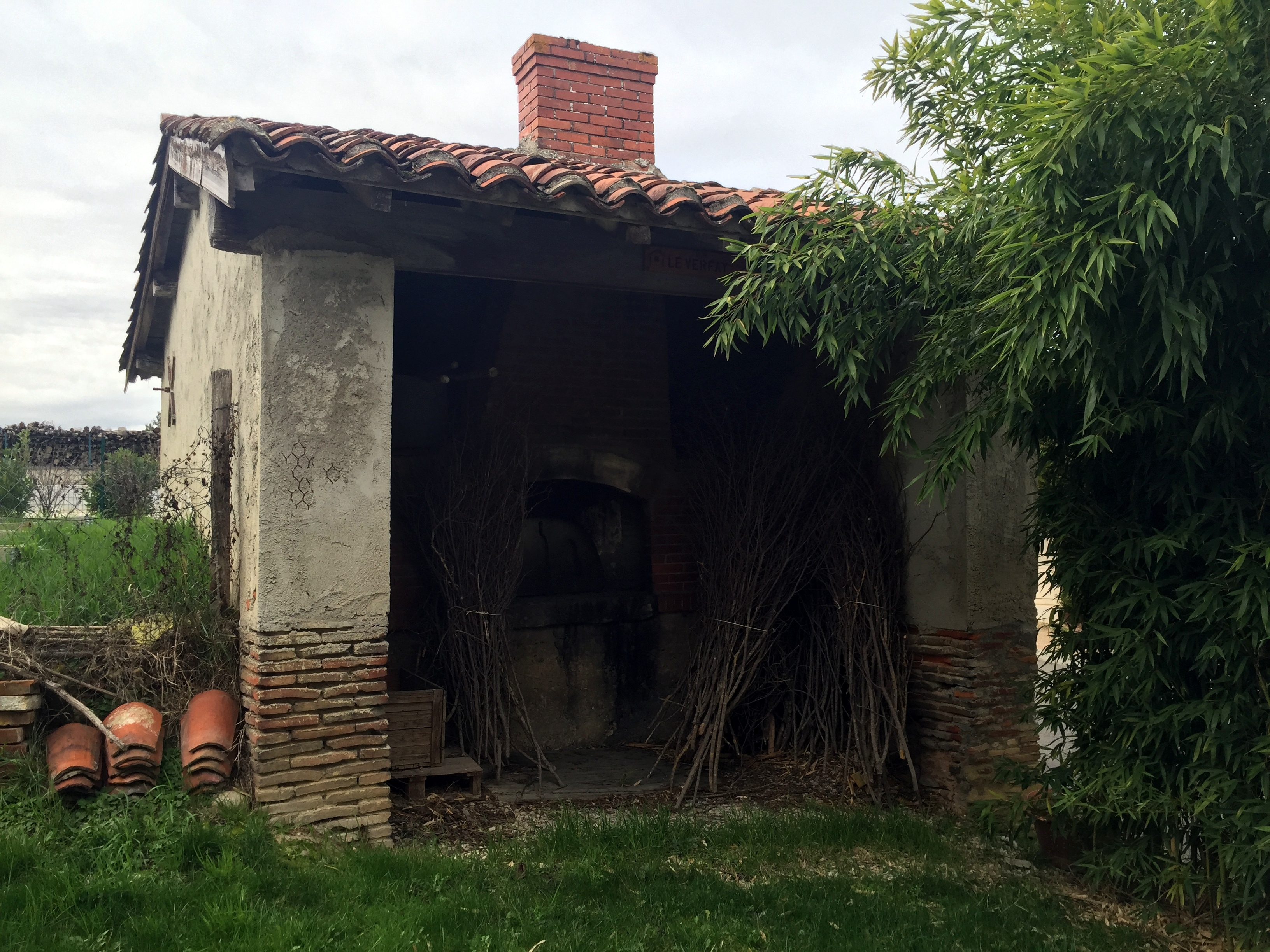
Four du Verfay.
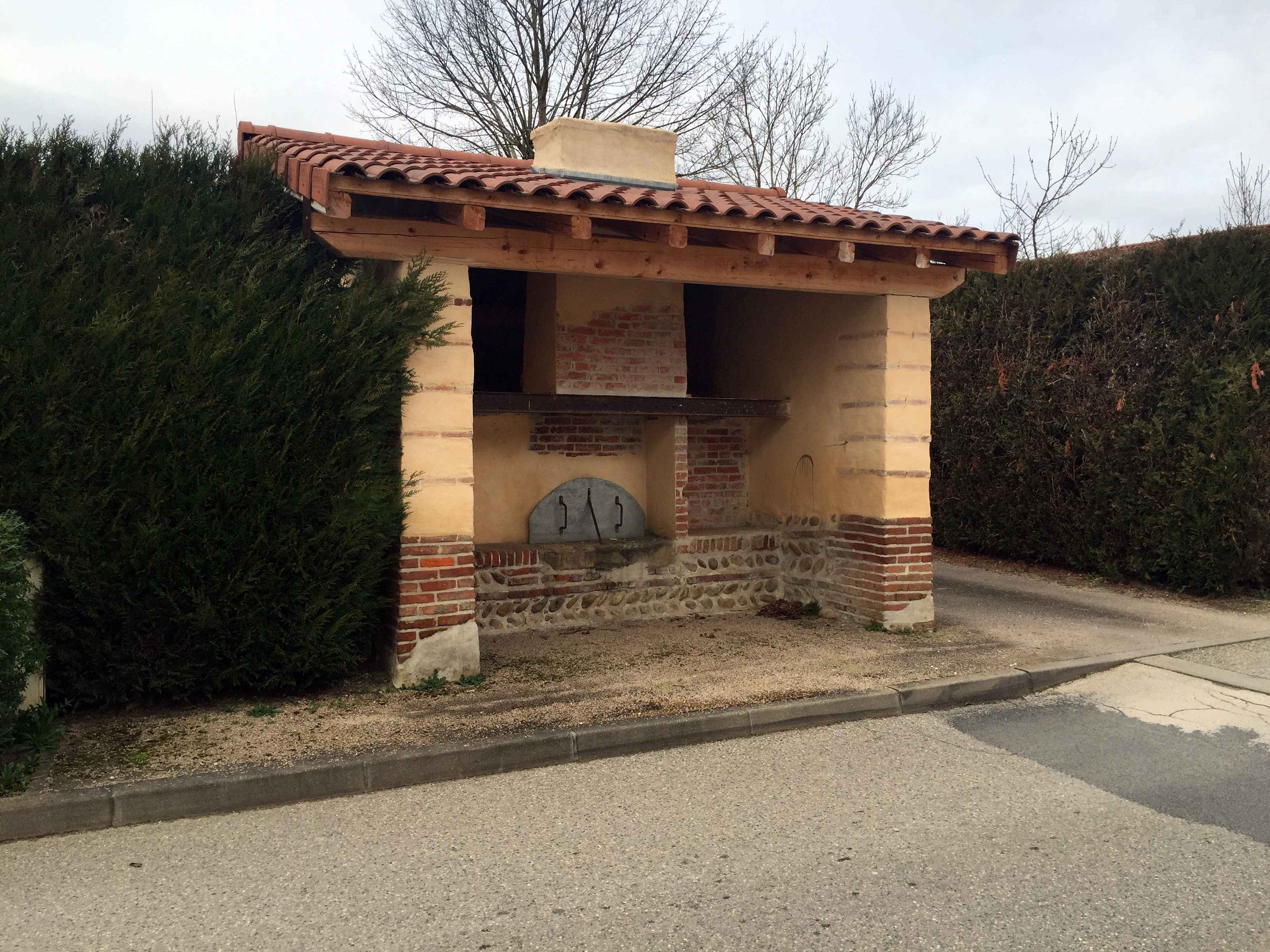
Four de la Grande Rue.
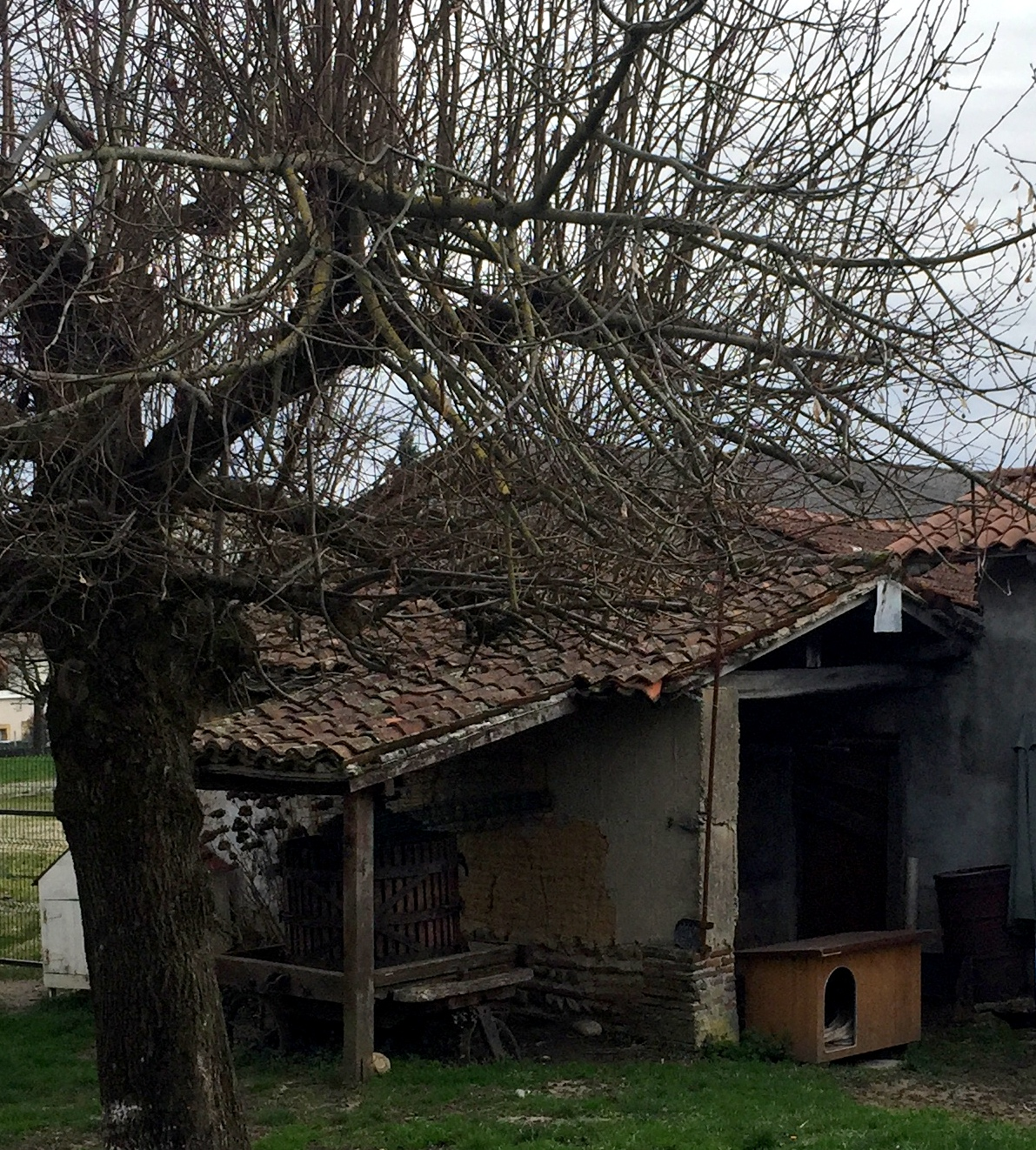
Four de France.
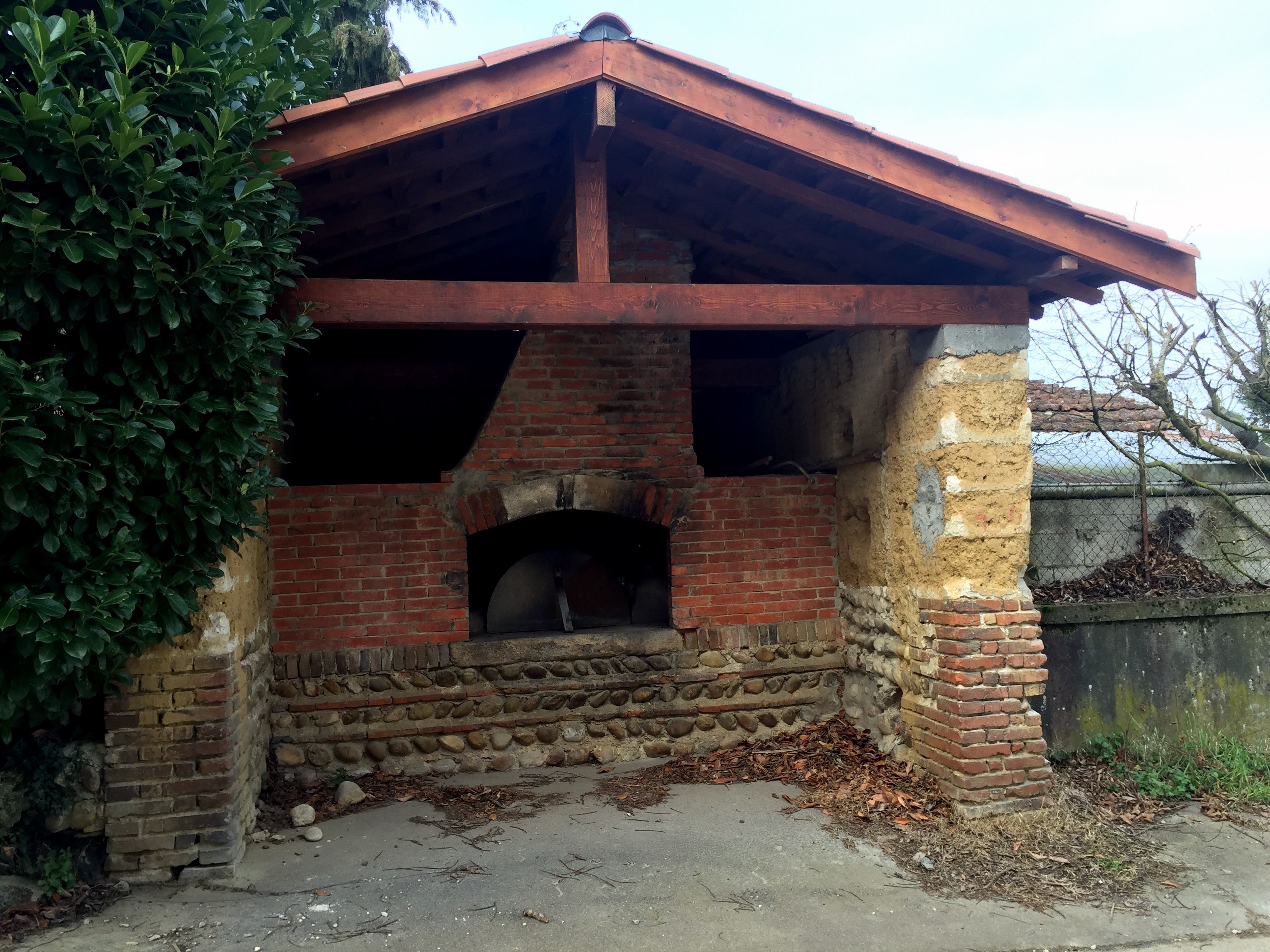
Four du Bichon.
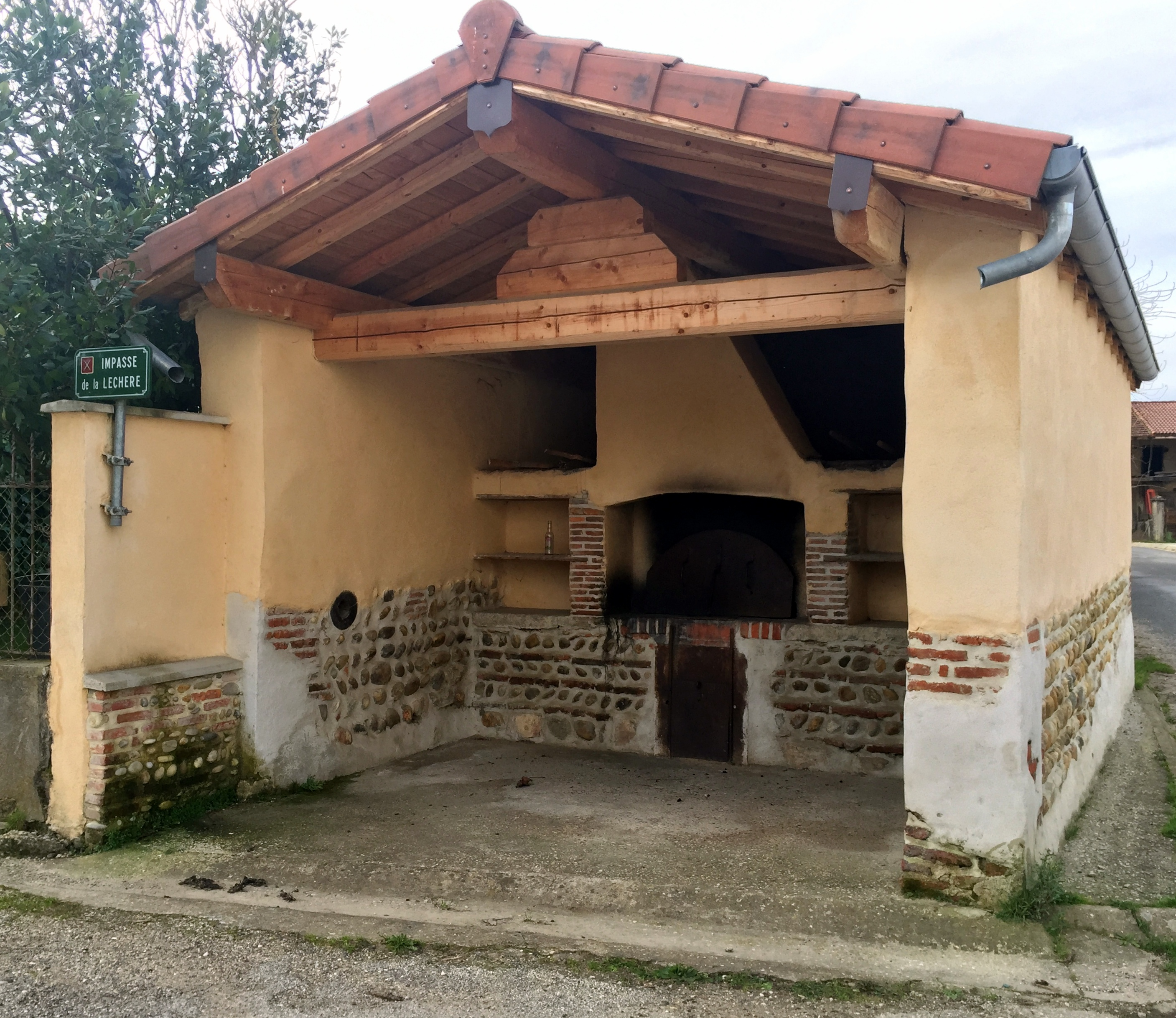
Four de la Léchère.
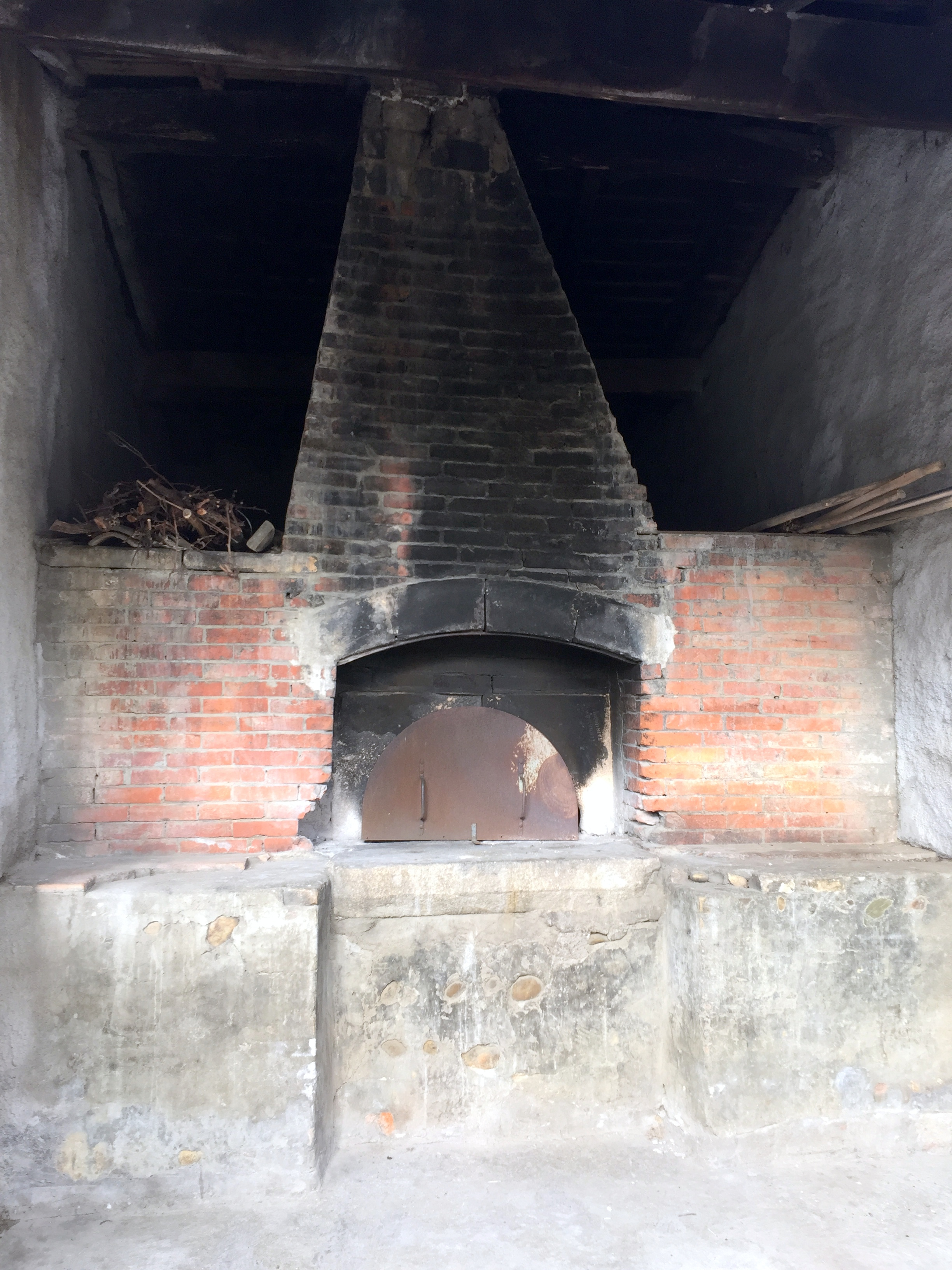
Four du Bonnet.

### Héraldique
| Blason de Bressolles | Blason  | De gueules aux deux épées d'or garnies d'argent passées en sautoir. |
| Blason de Bressolles | Détails |                                                                     |